# J. Brian Conrey
John Brian Conrey (* 23. Juni 1955 in Agaña, Guam) ist ein US-amerikanischer Mathematiker, der sich mit Zahlentheorie beschäftigt.

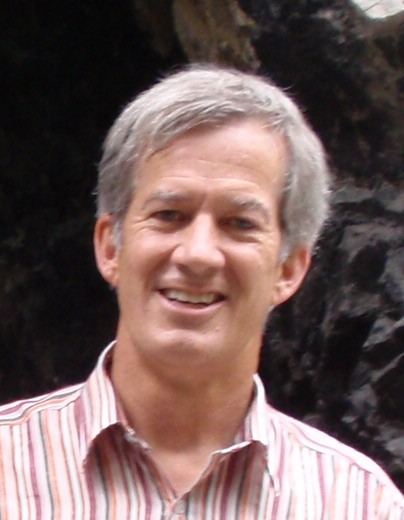
Brian Conrey 2009

## Leben
Conrey studierte an der Santa Clara University (Bachelor-Abschluss 1976) und wurde 1980 an der University of Michigan bei Hugh Montgomery promoviert (Zeros of derivatives of Riemann’s xi-function on the critical line). 1980 bis 1982 war er Visiting Assistant Professor an der University of Illinois und 1982 bis 1983 sowie 1987 bis 1988 am Institute for Advanced Study. Ab 1983 war er Professor an der Oklahoma State University, wo er 1991 bis 1997 der Mathematik-Fakultät vorstand. Er ist seit 1997 Direktor des American Institute of Mathematics (AIM) in Palo Alto, das er mit gründete. Seit 2005 ist er auch in Teilzeit Professor an der University of Bristol.
Conrey befasst sich mit der analytischen Theorie von L-Funktionen, speziell der Riemannschen Zetafunktion und Anwendung von Zufallsmatrizen auf die Theorie der L-Funktionen. 1986 bewies er, dass mindestens 40 % der Nullstellen der Riemannschen Zetafunktion auf der kritischen Geraden mit Realteil 1/2 liegen, wodurch er vorherige Ergebnisse von Norman Levinson und anderen erheblich verbesserte.
Er ist Mitherausgeber des Journal of Number Theory. 2008 erhielt er den Levi-L.-Conant-Preis für seinen Artikel The Riemann Hypothesis (Notices of the AMS, März 2003). 1986 war er Sloan Research Fellow. Er ist Fellow der American Mathematical Society. Er lebt in San Martin (Kalifornien), ist verheiratet und hat drei Kinder.

## Schriften
- L-functions and random matrices. In: Björn Engquist, Wilfried Schmid (Herausgeber): Mathematics unlimited – 2001 and beyond. Springer Verlag, 2001, arxiv:math/0005300
- Notes on L-functions and Random Matrix Theory. in Pierre Cartier u. a. (Herausgeber): Frontiers in Number Theory, Physics and Geometry. Springer Verlag, Band 1, 2006, S. 107–162.
- The Riemann Hypothesis. Notices AMS, März 2003.